# ان‌جی‌سی ۵۶۷۶
ان‌جی‌سی ۵۶۷۶ (انگلیسی: NGC 5676) نام یک کهکشان در صورت فلکی گاوران است.